# Tokugawa Yorinobu

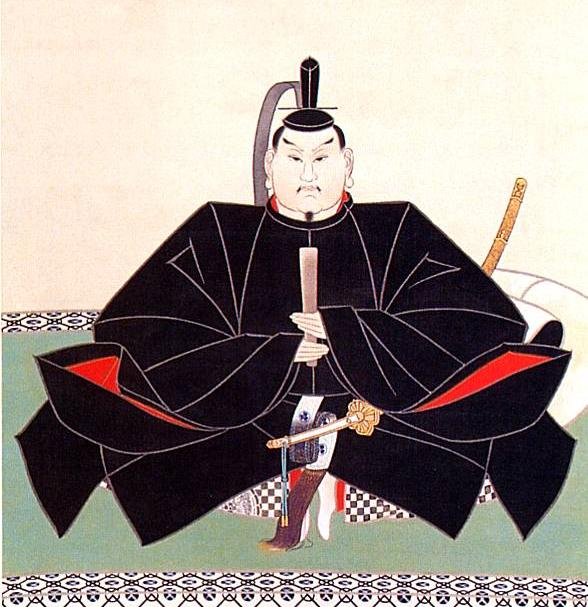
Tokugawa Yorinobu

Tokugawa Yorinobu (徳川頼宣, ; 28 de abril de 1602 — 19 de fevereiro de 1671) foi um Daimyō do início do Período Edo da História do Japão.

## Vida
Nascido com o nome Nagafukumaru, foi o 10º filho de Tokugawa Ieyasu , com sua concubina Oman-no-kata. Em 8 de dezembro de 1603, Yorinobu recebeu o Domínio de Mito (com renda de 200 mil koku), como seu Han. Mito anteriormente pertencera a Takeda Nobuyoshi. 
Em 12 de setembro de 1606 recebeu o cargo de sangi (oficial de quarta classe) pelo Ritsuryō e o título de Hitachi-no-Suke. Em 6 de janeiro de 1610, foi transferido para o Domínio de Shizuoka com renda de  500.000 koku nas províncias de Suruga e Tōtōmi. 
Pouco depois de um pouco menos de uma década em Suruga, tornou-se Daimyō do Domínio de Wakayama na Província de Kii e receita de 55.5000 koku. Ele chegou a Wakayama em 27 de agosto de 1619 quando o Daimyō anterior foi transferido. Yorinobu, assim, tornou-se o fundador do Ramo Kii do Clã Tokugawa. 
No final de sua vida Yorinobu se tornou Oficial de Segunda Classe na Corte (Juni'i 従二位), bem como se tornou Dainagon ("Grande Conselheiro").
| Precedido por Ninguém          | - 1º Líder do Ramo Kii 1619-1667 | Sucedido por Tokugawa Mitsusada |
| Precedido por Takeda Nobuyoshi | Daimyō de Mito 1603-1609         | Sucedido por Tokugawa Yorifusa  |
| Precedido por Naitō Nobunari   | Daimyō de Shizuoka 1610-1619     | Sucedido por Tokugawa Tadanaga  |
| Precedido por Ninguém          | Daimyō de Wakayama 1619-1667     | Sucedido por Tokugawa Mitsusada |